# Ramón Encinas
Ramón Encinas Dios, plus connu comme Moncho Encinas, né le 19 mai 1893 à Pontevedra (Galice, Espagne) et mort le 21 mars 1967 à Madrid, est un footballeur et entraîneur espagnol de football.

## Biographie

### Carrière de joueur
Moncho Encinas commence à jouer au football avec le Pontevedra CF en 1907 à l'âge de 14 ans. Il joue ensuite avec le Closvin de Vigo, l'Eiriña de Pontevedra et le Racing de Vigo. Alors qu'il joue au Racing de Vigo, il est pré-sélectionné pour participer avec l'équipe d'Espagne aux Jeux olympiques de 1920 à Anvers, mais finalement il n'est pas sélectionné.
Lors de la saison 1922-1923, il joue au FC Barcelone, principalement avec l'équipe réserve. Il joue 16 matches amicaux avec l'équipe première.
En 1924, il est recruté par le RCD Espanyol, mais il ne joue guère.

### Carrière d'entraîneur
Il commence ensuite une carrière d'entraîneur dans divers clubs catalans : le FC Tàrrega, le CF Reus Deportiu, le FC Palafrugell et l'UE Figueres. 
En 1925, il est recruté par le Séville FC, où il reste jusqu'en 1927. Puis, en 1928, il entraîne le Celta de Vigo.
En 1929, il est nommé entraîneur de l'équipe d'Espagne, mais pas sélectionneur, poste occupé par José María Mateos puis par Amadeo García de Salazar. Dans le même temps, il entraîne des clubs tels que le Deportivo Alavés et le Séville FC, jusqu'à la Coupe du monde de 1934 en Italie.
Après la Guerre civile espagnole, il entraîne le Valence CF, le Real Madrid, puis de nouveau le Séville FC. Il remporte ses meilleurs succès avec Valence et Séville, clubs avec lesquels il remporte le championnat et la Coupe d'Espagne.
Il entraîne pendant 11 saisons en première division espagnole, dirigeant un total de 254 matchs en championnat.

## Palmarès

### Entraîneur
- Champion d'Espagne en 1942 avec Valence et en 1946 avec Séville
- Vainqueur de la Coupe d'Espagne en 1935 avec Séville et en 1941 avec Valence